# Wladimir Michailowitsch Bechterew

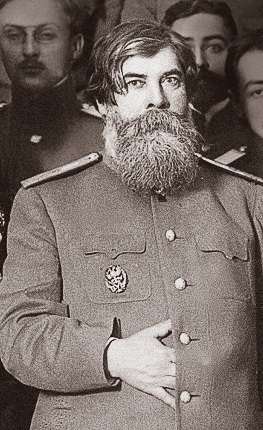
Wladimir von Bechterew (1912)

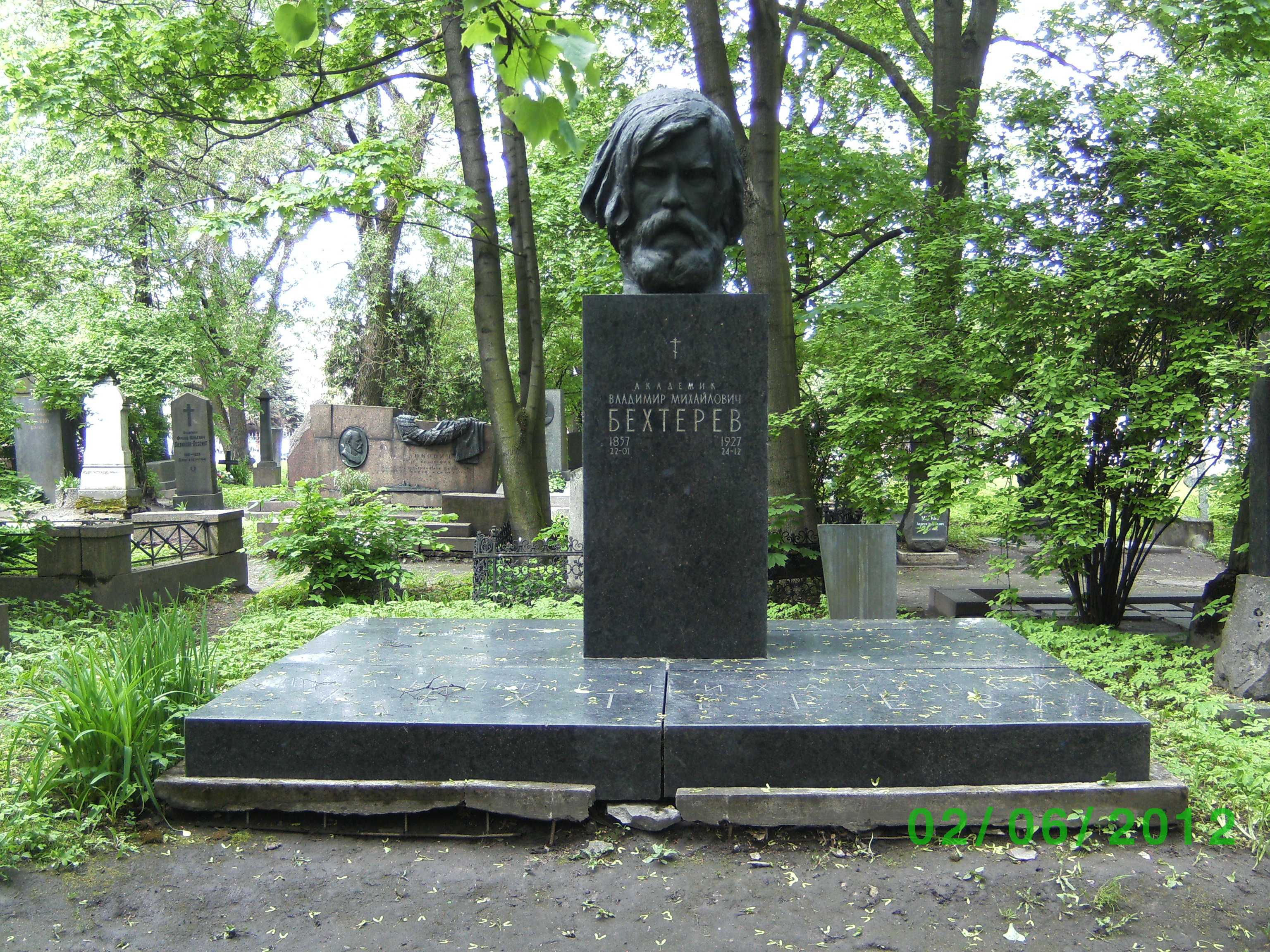
Bechterews Grab in Sankt Petersburg

Wladimir Michailowitsch Bechterew (auch Vladimir Michajlovič Bechterev; russisch Владимир Михайлович Бехтерев; * 20. Januarjul. / 1. Februar 1857greg. im Dorf Sorali, Gouvernement Wjatka; † 24. Dezember 1927 in Moskau), auch Wladimir von Bechterew genannt, war ein russischer Neurologe, Neurophysiologe und Psychiater. Er untersuchte den Aufbau des Gehirns, erforschte konditionierte Reflexe und war einer der führenden Vertreter der verhaltenskundlichen Reflexkettentheorie bzw. Reflexologie. Er ist zudem bekannt für seine 1892 gegebene Beschreibung der nach ihm als Bechterewsche Krankheit benannten Steifigkeit der Wirbelsäule und ihre Verkrümmung als besondere Krankheitsform.

## Leben
Bechterew, der Sohn eines Polizeioffiziers, studierte an der Militärmedizinischen Akademie St. Petersburg, wo er sein Medizinstudium 1878 abschloss. Er begann seine ärztliche Laufbahn in der Psychiatrischen Klinik und habilitierte sich 1881 in Neurologie und Psychiatrie. 1884 bis 1885 unternahm er Studienreisen, weilte zunächst kurz an der Universität Berlin, dann in Leipzig bei Paul Flechsig, arbeitete hier auch bei Carl Ludwig und Justus Gaule (1849–1939) sowie Wilhelm Wundt. Eines der Leipziger Wohnhäuser Bechterews aus jenen Tagen (Paul-List-Straße 11) ist erhalten. Auch Paris, wo er bei Jean-Martin Charcot hospitierte, sowie Besuche in Halle/Saale, München und Wien waren Bestandteil des Auslandsaufenthaltes. Wieder in Russland wurde er 1885 Professor der Psychiatrie in Kasan, wo er den klinischen Unterricht reformierte und eine „Gesellschaft für Neurologie und Psychiatrie“ ins Leben rief. 1893 wurde er Professor der Psychiatrie an der Militärmedizinischen Akademie in Sankt Petersburg. 1886 gründete er in Kasan das erste russische experimentalpsychologische Labor und 1903 in Sankt Petersburg das Psychoneurologische Labor, dessen Leiter er ab 1908 wurde.
Im Jahr 1911 referierte Bechterew auf dem Ersten Kongress des „Verbandes vaterländischer Psychiater“ in Russland zur Verbreitung des Suizids in seinem Heimatland. Er sah den Krieg als eine wesentliche Ursache für den Suizid vieler Menschen, da der Krieg deren seelisches Gleichgewicht zutiefst erschüttere. Sein Ideal war die Vermehrung der „positiven Kenntnisse“ und des „positiven Wissens“, das alle Menschen klüger und humaner machen werde. Das Wissen werde dem Menschen helfen, sich selbst tiefer zu erkennen und die gesellschaftlichen Verhältnisse zu vervollkommnen. Auf dieser Grundlage würden auch Kriege vermeidbar.
Bechterew erforschte angeborene und erlernte Reflexe. Unabhängig von Iwan Pawlow entwickelte er eine Theorie der konditionierten Reflexe. Er zählt damit zu den Begründern der objektiven Psychologie russischer Prägung und den Vätern der Verhaltenstherapie.
Als Professor in Kasan war Bechterew auch neuroanatomisch tätig gewesen und hatte Verläufe neuronaler Leitungsbahnen in Gehirn und Rückenmark beschrieben. Der Hirnnervenkern Nucleus vestibularis superior wird synonym auch Bechterew-Kern genannt. Weltbekannt wurde Bechterew durch die nach ihm benannte Wirbelsäulenerkrankung Morbus Bechterew (Bechterewsche Krankheit, Spondylitis ankylosans), die er als Nervenleiden auffasste und (im Gegensatz zu Engländern lange vor ihm) zwar nicht als erster beschrieben, für die er aber eine zwar falsche, aber im deutschen Sprachraum besonders beachtete Beschreibung geliefert hat.
Nach der Oktoberrevolution wurde im Mai 1918 auf Bechterews Initiative in Petrograd das Institut für Hirnforschung gegründet, das er bis zu seinem Tode leitete. Zu seinen Mitarbeitern gehörte die Psychologin Wera Ossipowa.
Wladimir Bechterew starb 1927 im Alter von 70 Jahren an einer „Gastroenteritis“. Angeblich wurde er auf Geheiß Stalins ermordet, nachdem Bechterew dem Diktator eine Paranoia diagnostiziert hatte. Am 23. Dezember war Bechterew vom 1. allrussischen Kongress der Neurologen und Psychiater, dessen Ehrenpräsident er war, in den Kreml gerufen worden, um Stalin zu untersuchen. Nach der Rückkehr meinte er zu Kollegen, er „habe gerade einen Paranoiker untersucht“. Noch am selben Abend soll er im Theater von zwei Unbekannten eingeladen und vergiftet worden sein. Am Folgetag erschienen zwei Geheimdienstärzte uneingeladen an Bechterews Sterbebett. Der Leichnam wurde sofort eingeäschert.
Einige Jahre später wies Andrei Wyschinski als Stalins Chefankläger ein Gericht an, Bechterews Sohn Pjotr zum Tode zu verurteilen und dessen Familie in ein Lager einzuweisen.
Eine Enkelin Bechterews war die Neurophysiologin Natalja Petrowna Bechterewa.

## Schüler und Freunde
Zu den Schülern von Wladimir Michailowitsch Bechterew gehörte der russische Arzt und Psychoanalytiker Leonid Drosnés (1880–1921). Drosnés war Mitglied der Wiener Psychoanalytischen Vereinigung und gehörte zum Kreis um Sigmund Freud. Bechterew korrespondierte mit dem deutschen Hirnforscher Paul Flechsig (1847–1929) und widmete diesem eine Arbeit über die Leitungsbahnen des Gehirns. Flechsig bezeichnete Bechterew in den Briefen, die in St. Petersburg gefunden wurden, als seinen „verehrten Freund“. Bechterew hatte während seines Aufenthaltes in Deutschland 1884/1885 ein Praktikum bei Flechsig gemacht.

## Ehrungen
Seit 1992 wird von der Russischen Akademie der Wissenschaften für herausragende Leistungen auf dem Gebiet der Psychophysiologie die W. M. Bechterew-Goldmedaille verliehen.

## Schriften (Auswahl)
- Steifigkeit der Wirbelsäule und ihre Verkrümmung als besondere Erkrankungsform. In: Neurologisches Centralblatt. Band 12, 1893, S. 426–434. Zuvor erschienen auf Russisch in der Zeitschrift Wratsch [„Arzt“] 1892.
- Neue Beobachtungen und pathologisch-anatomische Untersuchungen über die Steifigkeit der Wirbelsäule. In: Deutsche Zeitschrift für Nervenheilkunde. Band 15, 1899, S. 45 ff.
- Über die klinischen und pathologisch-anatomischen Besonderheiten der nervösen Form der Steifigkeit und der Ankylose der Wirbelsäule und ihre Behandlung. In: Monatsschrift für Psychiatrie und Neurologie. Band 21, 1907, S. 527 ff.
- Objektive Psychologie oder Psychoreflexologie. Die Lehre von den Assoziationsreflexen. Teubner, Leipzig /Berlin 1913.
- Das Verbrechertum im Lichte der objektiven Psychologie. Bergmann, Wiesbaden 1914.
- Allgemeine Grundlagen der Reflexologie des Menschen. F. Deuticke, Leipzig/Wien 1926. (Neuausgabe nach der 3. Auflage., herausgegeben von Martin Pappenheim, Verlag Dr. Müller, Saarbrücken 2006).
- Autobiographie. In: Louis R. Grote (Hrsg.): Die Medizin der Gegenwart in Selbstdarstellungen. Band 6. Meiner, Leipzig 1927, S. 1 ff.
- Die kollektive Reflexologie. Carl Marhold Verlagsgesellschaft, Halle an der Saale 1928.

## Belege
1. ↑  Paul Diepgen, Heinz Goerke: Aschoff/Diepgen/Goerke: Kurze Übersichtstabelle zur Geschichte der Medizin. 7., neubearbeitete Auflage. Springer, Berlin/Göttingen/Heidelberg 1960, S. 49.
2. ↑  Birk Engmann: „Beginn einer ruhmvollen Laufbahn“: Wissenschaftsbeziehungen zwischen Deutschland und Russland im 19. Jahrhundert auf dem Gebiet der Nervenheilkunde. Aachen, ISBN 978-3-8440-6405-6.
3. ↑  Natalja Decker: Wladimir Michajlowitsch Bechterew. In: Wolfgang U. Eckart, Christoph Gradmann (Hrsg.): Ärztelexikon. Von der Antike bis zum 20. Jahrhundert. 3. Auflage. Springer Verlag, Heidelberg / Berlin / New York 2006, S. 35–36. doi:10.1007/978-3-540-29585-3.
4. ↑  Natalja Decker: Reflexionen russischer Ärzte über den Ersten Weltkrieg. In: Wolfgang U. Eckart, Christoph Gradmann (Hrsg.): Die Medizin und der Erste Weltkrieg. Centaurus, Pfaffenweiler 1996, S. 49–50.
5. ↑  Heinrich Buess, Huldrych M. Koelbing: Kurze Geschichte der ankylosierenden Spondylitis und Spondylose. (= Acta rheumatologica. Nr. 22). J. R. Geigy, Basel 1964, S. 66–67 (Verwischung des Krankheitsbildes durch Bechterew (1892–1907)) und 78.
6. ↑  Wladimir von Bechterew: Steifigkeit der Wirbelsäule und ihre Verkrümmung als besondere Erkrankungsform. In: Neurologisches Zentralblatt. Band 12, 1893, S. 426–434 (russisches Original in Wratsch. 1892).
7. ↑  Юридическая психология в лицах: Владимир Михайлович Бехтерев (abgerufen am 6. April 2022).
8. ↑  J. Kesselring: Vladimir Mikhailovic Bekhterev (1857–1927): Strange Circumstances Surrounding the Death of the Great Russian Neurologist. In: Eur Neurol. Band 66, 2011, S. 14–17. doi:10.1159/000328779 karger.com
9. ↑  Donald Rayfield: Stalin und seine Henker. Blessing Verlag, München 2004, ISBN 3-89667-181-2, S. 198 f.
10. ↑  Zvi Lothane: Paul Flechsig, Universitätspsychiatrie und die erste Biologische Psychiatrie. In: Zvi Lothane: Seelenmord und Psychiatrie. Zur Rehabilitierung Schrebers. Bibliothek der Psychoanalyse, Psychosozial-Verlag 2004, S. 350.
11. ↑  W. M. Bechterew-Goldmedaille. russisch Золотая медаль имени В.М. Бехтерева. Russische Akademie der Wissenschaften, abgerufen am 6. April 2022 (russisch, mit Liste der Preisträger).

| Personendaten    | Personendaten                                        |
| ---------------- | ---------------------------------------------------- |
| NAME             | Bechterew, Wladimir Michailowitsch                   |
| ALTERNATIVNAMEN  | Бехтерев, Владимир Михайлович (russisch)             |
| KURZBESCHREIBUNG | russischer Neurologe, Neurophysiologe und Psychiater |
| GEBURTSDATUM     | 1. Februar 1857                                      |
| GEBURTSORT       | Sorali, Gouvernement Wjatka                          |
| STERBEDATUM      | 24. Dezember 1927                                    |
| STERBEORT        | Moskau                                               |